# Rainer Wicklmayr

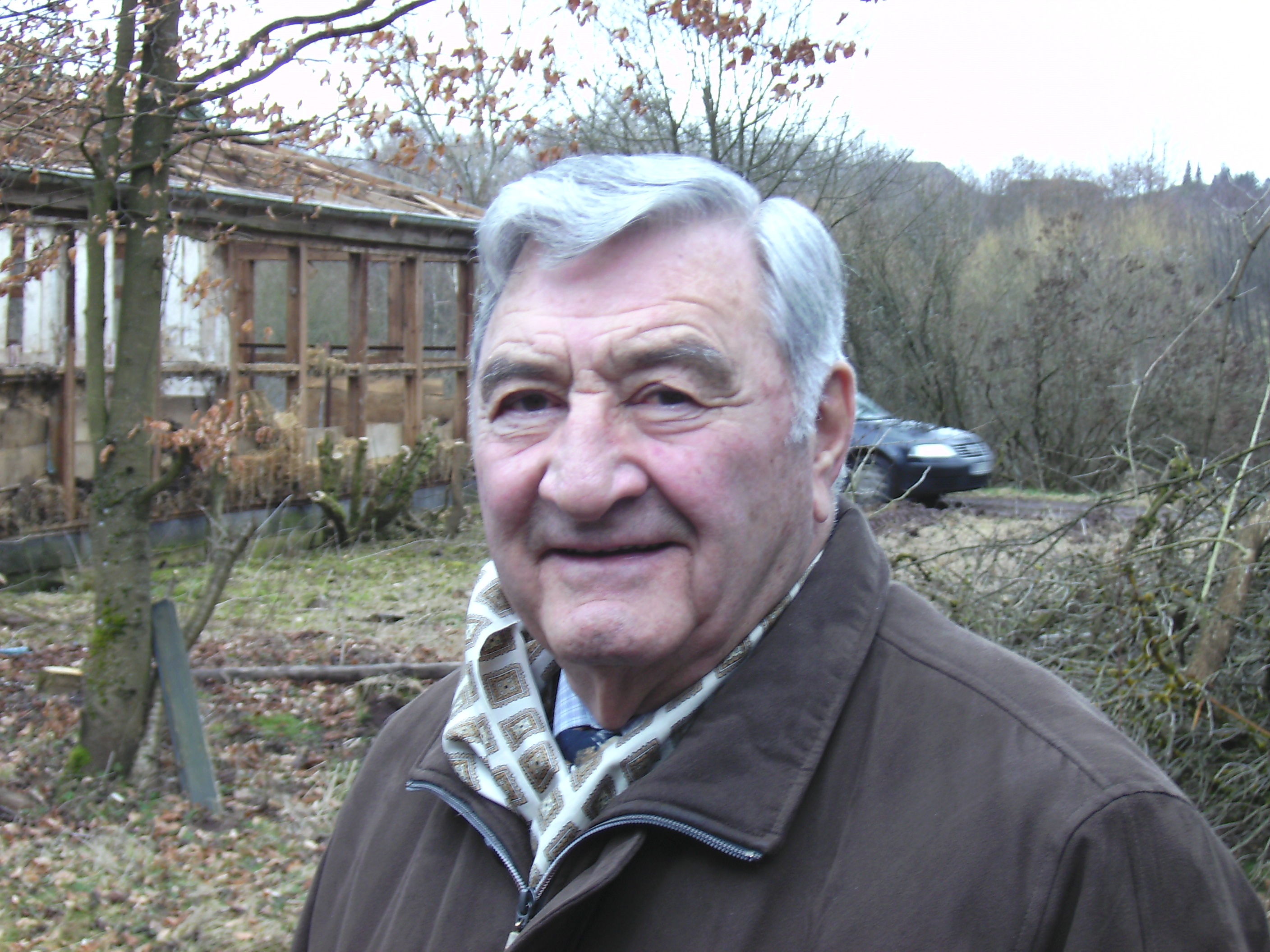
Rainer Wicklmayr (2008)

Rainer Wicklmayr (* 12. Januar 1929 in Itzehoe; † 14. August 2020 in Völklingen) war ein deutscher Jurist und Politiker (CDU).

## Leben und Beruf
Rainer Wicklmayr besuchte die Volksschulen in Ludweiler/Warndt und Würzburg sowie die Gymnasien in Würzburg und Völklingen während der Evakuierung 1939/40. Nach dem Zentralabitur 1949 in Saarbrücken nahm Wicklmayr ein Studium der Rechts- und Staatswissenschaften an den Universitäten in Saarbrücken, Paris und Freiburg im Breisgau auf, das er 1954 mit dem 1. Juristischen Staatsexamen abschloss. Er absolvierte seinen juristischen Vorbereitungsdienst in Rheinland-Pfalz und promovierte 1957 an der Albert-Ludwigs-Universität Freiburg zum Dr. jur. 1958 bestand er das zweite juristische Staatsexamen am Oberlandesgericht Neustadt an der Weinstraße. 1958–1969 war er bei der Röchling’sche Eisen- und Stahlwerke GmbH in Völklingen als Leiter der Rechtsabteilung und der Grundstücksabteilung tätig. 1970 wurde er Direktoriumsmitglied der Kreissparkasse Saarbrücken.

## Partei
Wicklmayr trat 1959 in die CDU ein, war mehrere Jahre Vorsitzender des CDU-Stadtverbandes Völklingen und von 1978 bis 1980 stellvertretender Landesvorsitzender der CDU Saar.

## Abgeordneter
Wicklmayr war von 1960 bis 1965 Ratsmitglied der Stadt Völklingen und Vorsitzender der CDU-Stadtratsfraktion. 1965 wurde er in den Saarländischen Landtag gewählt, dem er bis 1990 angehörte. Hier war er zeitweise Vorsitzender des Ausschusses für Verfassungs- und Rechtsfragen und Vorsitzender der „Stahlfraktion“.

## Öffentliche Ämter
Wicklmayr wurde am 13. Juli 1970 als Minister für Arbeit, Sozialordnung und Gesundheitswesen in die von Ministerpräsident Franz-Josef Röder geführte Regierung des Saarlands berufen. Er wechselte 1974 an die Spitze des Ministeriums für Rechtspflege (Justizministerium) und war von 1974 bis 1980 zusätzlich Bevollmächtigter des Saarlandes beim Bund. 1977 wurde er außerdem zum Stellvertretenden Ministerpräsidenten ernannt. Wicklmayr gehörte auch der von Ministerpräsident Werner Zeyer geleiteten Folgeregierung an und war von 1979 bis 1980 Minister für Rechtspflege und Bundesangelegenheiten. Anschließend amtierte er bis Juli 1984 als Innenminister des Landes.

## Sonstige Aktivitäten
Rainer Wicklmayr initiierte 1976 gemeinsam mit seinem seinerzeitigen Fraktionskollegen und saarländischen Landesvorsitzenden des „Bundes für Umwelt und Naturschutz Deutschland“ (BUND), Berthold Budell, die Naturlandstiftung Saar. Auslösendes Moment für die Gründung dieser Stiftung war für Wicklmayr die Beobachtung, dass in den 1960er und besonders in den 1970er Jahren die großflächige Veränderung und Vernichtung von Lebensräumen für Flora und Fauna das Grundproblem des Naturschutzes darstellte, auf das bis dahin keine adäquate Reaktion erfolgte. Als angemessene Antwort auf die Zerstörung von Naturlandschaften entwickelte Wicklmayr das Konzept eines systematischen Ankaufs von Biotopen durch die neue Stiftung; dies bot nach Einschätzung der Initiatoren den besten Schutz vor Landschaft zerstörenden Eingriffen.
Unter der Führung Wicklmayrs entwickelte sich die Stiftung im Laufe der Jahre zu einer aktiven und professionellen Institution, die mit der 1998 gegründeten hundertprozentigen Tochter Naturland Ökoflächen-Management GmbH einen weiteren Schritt in die Professionalisierung des saarländischen Naturschutzes ging.
Nach 43 Jahren hat die Naturlandstiftung Saar über 800 Hektar Eigentumsflächen verteilt auf 114 Schutzgebiete im ganzen Saarland erworben. (Stand 2019)
Vor dem Hintergrund der starken Zersiedlung der saarländischen Landschaft setzte sich Wicklmayr für die Rückgewinnung naturnaher Landschaftsräume durch Rückbau störender baulicher Anlagen ein. Auf seine Anregung wurde §6 (Schutz unzerschnittener Landschaftsräume) des saarländischen Naturschutzgesetzes dahingehend ergänzt, dass alle zuständigen Stellen des Landes darauf hinzuwirken haben, „unzerschnittene Räume durch den Rückbau nicht notwendiger landschaftszerschneidender Anlagen wieder herzustellen.“
Um die Umsetzung dieses Paragraphen wirtschaftlich attraktiv zu machen, hat das Umweltministerium entsprechende Förderprogramme erlassen, wie etwa  LENA (Landschaft entsiegeln Natur aktivieren). Die ÖFM baute bisher vier Aussiedlerhöfe zurück sowie 2 Campingplätze, 2 Industriebrachen, ein Wildfreigehege sowie mehrere Wochenendgrundstücke und Teichanlagen. (Stand Mai 2017). An 6 Gewässern konnte die ÖFM bereits die Vorgaben der Wasserrahmenrichtlinie in Kooperation mit den Kommunen umsetzen.

## Ehrungen
- 1972: Verdienstkreuz am Bande der Bundesrepublik Deutschland
- 1975: Großes Verdienstkreuz der Bundesrepublik Deutschland
- 1978: Großes Bundesverdienstkreuz mit Stern
- 1991: Saarländischer Verdienstorden[14]
- Ehrenvorsitzender der Naturlandstiftung Saar[15][4]

## Schriften (Auswahl)
- Das Lehrlingswesen bei den Industrie- und Handelskammern der Bundesrepublik. Dissertation Univ. Freiburg/Br. Freiburg: 1956. S. 111
- Erhaltung und Gestaltung menschenwürdigen Lebensraumes. Reden des saarländischen Ministers für Arbeit, Sozialordnung und Gesundheitswesen aus Anlass des „Saarländischen Naturschutztages 1973“ am 11. Mai 1973. Saarbrücken, 1973.
- 1974–1984 – ein Jahrzehnt erfolgreicher Kommunalpolitik. Saarbrücken: Staatskanzlei des Saarlandes, 1984. (Reihe „Standpunkte“; 34)
- Die aktuelle Finanzsituation der saarländischen Gemeinden. Saarbrücken: Staatskanzlei des Saarlandes, 1984. (Reihe „Standpunkte“; 36)
- Die unbekannten Schätze der Naturlandstiftung Saar. Rainer Wicklmayr (Hrsg.), verlegt bei Edition Schaumberg Thomas Störmer, 1. Auflage 2012.